# Festival slovenskega filma 2024
27. Festival slovenskega filma je potekal od 22. do 27. oktobra 2024 v Portorožu s projekcijami v Avditoriju Portorož in na novem prizorišču Magazin Grando.
Direktor festivala je od leta 2021 Bojan Labović. Častni gost (prijatelj slovenskega filma) je bil Fritz Hock. Otvoritveni film je bil Cent'anni Maje Doroteje Prelog.

## Nagrade

### Vesne
(1) Strokovna žirija za celovečerne filme v sestavi Gordan Matić, Olmo Omerzu in Miran Zupanič je podelila vesne v naslednjih kategorijah:
| Kategorija                        | Prejemnik                                                                                |
| --------------------------------- | ---------------------------------------------------------------------------------------- |
| najboljši celovečerni film        | Odrešitev za začetnike (r. Sonja Prosenc; prod. Rok Sečen, Sonja Prosenc (Zavod Mono o)) |
| najboljša režija                  | Hanna Slak (Niti besede)                                                                 |
| najboljši scenarij                | Sonja Prosenc (Odrešitev za začetnike)                                                   |
| najboljša glavna ženska vloga     | Katarina Stegnar (Odrešitev za začetnike)                                                |
| najboljša glavna moška vloga      | Marko Mandić (Odrešitev za začetnike)                                                    |
| najboljša stranska ženska vloga   | Mila Bezjak (Odrešitev za začetnike)                                                     |
| najboljša stranska moška vloga    | Krešimir Mikić (Čao Bela)                                                                |
| najboljša fotografija             | David Hofmann (Igrišča ne damo!)                                                         |
| najboljša fotografija             | posebna omemba: Gregor Božič (Mož, ki ni mogel molčati)                                  |
| najboljša izvirna glasba          | Boris Benko, Primož Hladnik (Silence) (Odrešitev za začetnike)                           |
| najboljša montaža                 | Uroš Maksimović (Cent'anni)                                                              |
| najboljša scenografija            | Tajana Čanić Stanković (Odrešitev za začetnike)                                          |
| najboljša kostumografija          | Katarina Šavs (Igrišča ne damo!)                                                         |
| najboljša maska                   | Tina Lasič Andrejević (Niti besede)                                                      |
| najboljši zvok                    | Boštjan Kačičnik (Nekoč v Posočju)                                                       |
| najboljša manjšinska koprodukcija | Niti besede (r. Hanna Slak; slov. koprod. Miha Černec, Jožko Rutar (Staragara))          |
| posebni dosežki                   | Igrišča ne damo! (r. Klemen Dvornik)                                                     |
| posebni dosežki                   | posebna omemba: Matevž Jerman in Jurij Meden (Ali je bilo kaj avantgardnega?)            |

(2) Strokovna žirija za kratke igrane, dokumentarne, eksperimentalne, animirane in študijske filme v sestavi Anja Banko, Jasna Hribernik in Petra Seliškar je podelila vesne v naslednjih kategorijah:
| Kategorija                     | Prejemnik |
| ------------------------------ | --- |
| najboljši dokumentarni film    | V mojih sanjah rase vsako noč drevo (r. Vid Hajnšek) |
| najboljši dokumentarni film    | posebni omembi: Zajeti v izviru – Slovenski otroci Lebensborna (r. Maja Weiss), Nekoč v Posočju (r. Ema Kugler)                                                                                       |
| najboljši animirani film       | Tri tičice (r. Zarja Menart) |
| najboljši animirani film       | posebna omemba: Maček med vrati (r. Ana Čigon) |
| najboljši eksperimentalni film | Vel Vet Vel_festivalski film (r. Miha Možina) |
| najboljši eksperimentalni film | posebna omemba: Prihodnost ... je točno takšna, kot ste si jo zamislili (r. Sara Bezovšek) |
| najboljši študijski film       | / [nagrada ni bila podeljena] |
| najboljši študijski film       | posebne omembe: Onkraj obraza (r. Anja Resman), (Ne)srečen dan (r. Karin Likar), Okno (r. Nel Jeraj Sedej), Vmesnik (r. Špela Koščak), Grobo tkane niti (r. Iza Mlakar), Po tem (r. David Champaigne) |
| posebni dosežki                | Cent'anni (r. Maja Doroteja Prelog) |

Vesna za najboljši kratki igrani film ni bila podeljena. Prav tako ni bila podeljena vesna za najboljši študijski film, saj so žirantke ocenile, da bi si jo zaslužilo šest filmov. Ker nagrado lahko prejme le eden, so namesto nje podelile šest posebnih omemb.
(3) Vesna za najboljši (celovečerni) film po izboru občinstva
- Praslovan (r. Slobodan Maksimović)

Nagrada je namenjena producentu.
| Rezultati glasovanja občinstva (povprečne ocene) | Rezultati glasovanja občinstva (povprečne ocene) |
| Film                                             | Ocena                                            |
| ------------------------------------------------ | ------------------------------------------------ |
| Praslovan                                        | 4,91                                             |
| Ali je bilo kaj avantgardnega?                   | 4,75                                             |
| Tartinijev ključ                                 | 4,62                                             |
| Zajeti v izviru – Slovenski otroci Lebensborna   | 4,6                                              |
| V tišini življenja                               | 4,55                                             |
| To je rop!                                       | 4,29                                             |
| Kino Volta                                       | 4,23                                             |
| Cent'anni                                        | 4,12                                             |
| Igrišča ne damo!                                 | 3,95                                             |
| Odrešitev za začetnike                           | 3,91                                             |
| Nekoč v Posočju                                  | 3,85                                             |
| Čao Bela                                         | 3,56                                             |

Film Dva brata, dve sestri ni prejel dovolj glasovnic (manj kot 50) za izračun povprečne ocene.

### Ostale nagrade
- nagrada Društva slovenskih filmskih publicistov FIPRESCI
  - Cent'anni (r. Maja Doroteja Prelog)
- nagrada Art kino mreže Slovenije
  - Kino Volta (r. Martin Turk)
- nagrada Milke in Metoda Badjure
  - Zvonka Makuc
- nagrada kosobrin za dragocene filmske sodelavce
  - Nenad Živković Nešo[1]

| nagrada Milke in Metoda Badjure                                      | FIPRESCI                                     | Art kino mreža Slovenije |
| -------------------------------------------------------------------- | -------------------------------------------- | --- |
| Lija Pogačnik Špela Čadež Sonja Prosenc Andrej Košak Milena Zupančič | Maša Peče Varja Močnik Kristian Božak Kavčič | Suzana Kokalj (Mestni kino Domžale) Vesna Telič Kovač (Kulturni dom Cerknica) Uroš Zavodnik (Kino Slovenj Gradec / Kulturni dom Slovenj Gradec) |

Opombe:
- Za nagrado FIPRESCI se potegujejo slovenski celovečerni filmi v tekmovalnem programu.
- Nagrada Art kino mreže Slovenije omogoča prikazovanje in promocijo izbranega celovečernega filma po 28 mestnih kinematografih po Sloveniji.
- Nagrado kosobrin podeljuje Društvo slovenskih filmskih režiserjev.

## Tekmovalni program
Programski odbor 27. FSF-ja Portorož v sestavi Neva Mužič, Marko Stojiljković in Bojan Labović je izmed 163 prijav v tekmovalni program uvrstila 72 filmov, v preglednega 27, v posebnega pa enega.

### Celovečerni filmi
| Naslov                                         | Režija                     | Kategorija          |
| ---------------------------------------------- | -------------------------- | ------------------- |
| Ali je bilo kaj avantgardnega?                 | Matevž Jerman, Jurij Meden | dokumentarni        |
| Cent'anni                                      | Maja Doroteja Prelog       | dokumentarni        |
| Čao Bela                                       | Jani Sever                 | igrani              |
| Dva brata, dve sestri                          | Miha Čelar                 | dokumentarni        |
| Igrišča ne damo!                               | Klemen Dvornik             | igrani              |
| Kino Volta                                     | Martin Turk                | igrano-dokumentarni |
| Nekoč v Posočju                                | Ema Kugler                 | igrano-dokumentarni |
| Odrešitev za začetnike                         | Sonja Prosenc              | igrani              |
| Praslovan                                      | Slobodan Maksimović        | dokumentarni        |
| Tartinijev ključ                               | Vinci Vogue Anžlovar       | igrani              |
| To je rop!                                     | Gregor Andolšek            | igrani              |
| V tišini življenja                             | Nina Blažin                | dokumentarni        |
| Zajeti v izviru – Slovenski otroci Lebensborna | Maja Weiss                 | dokumentarni        |

### Manjšinske koprodukcije
| Naslov                                                    | Režija              | Kategorija          |
| --------------------------------------------------------- | ------------------- | ------------------- |
| Dnevnik Pauline P.                                        | Neven Hitrec        | igrani              |
| Gym                                                       | Srđan Vuletić       | igrani              |
| Lala                                                      | Ludovica Fales      | igrano-dokumentarni |
| Mož, ki ni mogel molčati / Čovjek koji nije mogao šutjeti | Nebojša Slijepčević | igrani              |
| Niti besede / Kein Wort                                   | Hanna Slak          | igrani              |
| Stekleničarji / Flašaroši                                 | Nemanja Vojinović   | dokumentarni        |
| Varuhi formule / Čuvari formule                           | Dragan Bjelogrlić   | igrani              |
| Živi in zdravi / Živi i zdravi                            | Ivan Marinović      | igrani              |

### Srednjemetražni filmi
| Naslov                              | Režija                      | Kategorija   |
| ----------------------------------- | --------------------------- | ------------ |
| 100dB Indust-bag                    | Jaka Terpinc, Gregor Bauman | dokumentarni |
| Ars                                 | Amir Muratović              | dokumentarni |
| Milko Bambič: V stanju rojevanja    | Radovan Čok                 | dokumentarni |
| Na drugi strani plinovoda           | Marko Kumer                 | dokumentarni |
| Nonina štorja                       | Tadej Čater                 | dokumentarni |
| V mojih sanjah rase vsako noč drevo | Vid Hajnšek                 | dokumentarni |

### Kratki filmi
| Naslov                                                  | Režija            | Kategorija                   |
| ------------------------------------------------------- | ----------------- | ---------------------------- |
| Accretion                                               | Blaž Murn         | eksperimentalni              |
| Clouds over                                             | Anne Tassel       | eksperimentalno-dokumentarni |
| Dejan Zavec, 13. runda                                  | Gašper Pavli      | igrani                       |
| gummidruck                                              | Amir Muratović    | eksperimentalni              |
| ... hej.                                                | Davorin Marc      | eksperimentalno-dokumentarni |
| Hladno modra                                            | Jan Fabris        | igrani                       |
| Hobotnica banana mišmaš                                 | Milanka Fabjančič | animirani                    |
| Jaz, dekonstruirano                                     | Nika Tomažič      | eksperimentalni              |
| Maček med vrati                                         | Ana Čigon         | animirani                    |
| Morje med nama                                          | Lun Sevnik        | igrani                       |
| Prihodnost ... je točno takšna, kot ste si jo zamislili | Sara Bezovšek     | animirani eksperimentalni    |
| Skok v prihodnost                                       | Darko Štante      | animirani                    |
| Smrtna ura                                              | Tomaž Gorkič      | igrani                       |
| Spomin                                                  | Robert Černelč    | eksperimentalni              |
| Stanovanje 2A                                           | Gaja Möderndorfer | igrani                       |
| Tri tičice                                              | Zarja Menart      | animirani                    |
| Utišani Shakespeare                                     | Aljoša Toplak     | dokumentarni                 |
| Vel Vet Vel_festivalski film                            | Miha Možina       | igrano-dokumentarni          |
| Voajerka                                                | Jan Fabris        | igrani                       |
| Vrtinec                                                 | Lučka Kenda       | animirani                    |

### Študijski filmi
| Naslov              | Režija                | Kategorija             |
| ------------------- | --------------------- | ---------------------- |
| Analogija telesa    | Ognjen Vuković        | igrano-eksprimentalni  |
| Čudesa oceana       | dijaki SŠOF           | eksperimentalni        |
| D-mol               | Maria Mia Keserović   | igrani                 |
| Domov               | Ciril Zupan           | eksperimentalni        |
| Édenski vrt         | Mirjam Bešter         | animirani              |
| Funny snails        | Dragana Stanković     | animirani              |
| Grobo tkane niti    | Izza Mlakar           | igrani                 |
| Gumb                | Maja Hočevar          | animirani              |
| Hell Thunders       | Milan Bajčetić        | igrani                 |
| Jasa                | Arta Kroni            | igrani                 |
| Juha                | Nika Otrin            | igrani                 |
| (Ne)srečen dan      | Karin Likar           | animirani              |
| Non playable        | Jure Štern            | igrani                 |
| Nov svet, nova sled | Žoel Kastelic         | animirani              |
| Okno                | Nel Jeraj Sedej       | eksperimentalni        |
| Onkraj obraza       | Anja Resman           | animirani              |
| Po tem              | David Champaigne      | igrani                 |
| Razcepljene konice  | Hannah Koselj Marušič | dokumentarni           |
| Steber              | Ciril Zupan           | eksperimentalni        |
| Telefonokalipsa     | Vanja Miloš Jovanović | igrano-eksperimentalni |
| Tempomaximus        | Brina Fekonja         | animirani              |
| Trnek               | Matic Štamcar         | igrani                 |
| V senci pomladi     | Karin Petrič          | igrani                 |
| Vmesnik             | Špela Koščak          | eksperimentalni        |
| Zadnji dan pomladi  | Jan Krevatin          | igrani                 |

## Pregledni program
| Naslov                                     | Režija             | Kategorija                   |
| Celovečerni filmi                          | Celovečerni filmi  | Celovečerni filmi            |
| ------------------------------------------ | ------------------ | ---------------------------- |
| Bojevita kraljica noči                     | Matej Vranič       | dokumentarni                 |
| Fela F. Blackwood – Što na umu to na drumu | Boštjan Korbar     | dokumentarni                 |
| Kaj pa Ester?                              | Tosja Flaker Berce | igrani                       |
| Prijatelji mladih – 70 let ZPMS            | Maja Pavlin        | dokumentarni                 |
| Viharnik z roba, 100 let Skalašev          | Igor Vrtačnik      | igrano-dokumentarni          |
| Srednjemetražni filmi                      |                    |                              |
| Čas nasproti naju                          | Simona Jerala      | dokumentarni                 |
| Gospod Smej                                | Aleš Horvat        | dokumentarni                 |
| Matej Sternen                              | Alma Lapajne       | dokumentarni                 |
| Odsevanja (portret Vinka Möderndorferja)   | Primož Meško       | dokumentarni                 |
| Kratki filmi                               |                    |                              |
| Hope fills your hearts                     | Juš Premrov        | eksperimentalni              |
| Kam se je odneslo hlod                     | Tara Caruso Bizjak | dokumentarno-eksperimentalni |
| Klarin ples                                | Jan Fabris         | igrani                       |
| okrog vogala                               | Davorin Marc       | eksperimentalni              |
| Zgodba o zajcu Marjanu                     | Mitja Manček       | animirani dokumentarni       |
| Študijski filmi                            |                    |                              |
| Bonaca                                     | Emanuel Krajnc     | dokumentarni                 |
| Dama, ki čaka                              | Antea Benzon       | animirani                    |
| Gogi                                       | Vukašin Stepančić  | dokumentarni                 |
| Mentor                                     | Tinkara Klipšteter | igrani                       |
| Nadomestni prevoz                          | Ana Logar          | igrani                       |
| No time                                    | Tina Furlan        | animirani                    |
| Ostani tu.                                 | Tenej Davidović    | igrani                       |
| Premalo vsega                              | Katja Predan       | igrani                       |
| Razodetje nevidnega                        | Luka Mavrič        | dokumentarni                 |
| Sabotaža                                   | Neda Ivanović      | animirani                    |
| Slikarski podvig                           | Mali Vidmar Vrabec | animirani                    |
| »Težko jo bo ujeti«                        | Anita Grgurević    | animirani                    |
| Živeti v dvoje                             | Blaž Andrašek      | igrani                       |

## Posebni program
- Gepack (r. Žiga Kukovič)
- Sedmina (r. Matjaž Klopčič) – ob 90-letnici rojstva režiserja Matjaža Klopčiča
- Eisensteinov učenec: Režiser Igor Pretnar v Moskvi (r. Slavko Hren) – ob 100-letnici rojstva režiserja Igorja Pretnarja
- matineji animiranega filma
  - Muca Copatarica in prijatelji
    - Muca Copatarica (r. Rok Predin)
    - Gospod Filodendron in jablana (r. Grega Mastnak)
    - Hribci – Zajtrk (r. Marjan Manček)
    - Koyaa – Vesele vilice (r. Kolja Saksida)
    - Egon Klobuk (r. Igor Šinkovec)

  - Živalce in čarobna bitja
    - Tako zraste...čebela (r. Miha F. Kalan, Jernej Žmitek)
    - Bimberli (r. Rok Predin)
    - Princ Ki-ki-do: Zima (r. Grega Mastnak)
    - Podlasica (r. Timon Leder)
    - Maček Muri: Ples (r. Jernej Žmitek)